# Elitserien 1984/1985
Sezóna 1984/1985 byla 10. sezonou Švédské ligy ledního hokeje. Mistrem se stal tým Södertälje SK. Poslední tým sestoupil a předposlední hrál baráž o udržení proti nejlepším celkům druhé ligy.
| Vysvětlivky                              |
| ---------------------------------------- |
| Tým nepostupující do semifinále play off |
| Tým hrající Kvalserien (baráž)           |
| Sestupující tým                          |

## Základní část
| Poř. | Tým            | Z  | V  | R  | P  | Skóre     | B  |
| ---- | -------------- | -- | -- | -- | -- | --------- | -- |
| 1    | Djurgårdens IF | 36 | 22 | 5  | 9  | 153 - 113 | 49 |
| 2    | Södertälje SK  | 36 | 22 | 3  | 11 | 157 - 123 | 47 |
| 3    | Färjestads BK  | 36 | 19 | 7  | 10 | 161 - 111 | 45 |
| 4    | IF Björklöven  | 36 | 19 | 7  | 10 | 131 - 110 | 45 |
| 5    | Luleå HF       | 36 | 16 | 5  | 15 | 148 - 150 | 37 |
| 6    | Brynäs IF      | 36 | 17 | 2  | 17 | 156 - 134 | 36 |
| 7    | Leksands IF    | 36 | 16 | 3  | 17 | 128 - 144 | 35 |
| 8    | AIK            | 36 | 16 | 1  | 19 | 141 - 146 | 33 |
| 9    | Skellefteå AIK | 36 | 7  | 10 | 19 | 115 - 166 | 24 |
| 10   | Hammarby IF    | 36 | 2  | 5  | 29 | 94 - 187  | 9  |

## Play off

### Semifinále
- Djurgårdens IF - Färjestads BK 2:1 (4:1, 3:4, 5:2)
- Södertälje SK - IF Björklöven 2:1 (7:1, 5:6, 6:4)

### Finále
- Djurgårdens IF - Södertälje SK 2:3 (0:6, 4:2, 5:6, 4:1, 2:6)